# 纳辛贝·埃亚德马

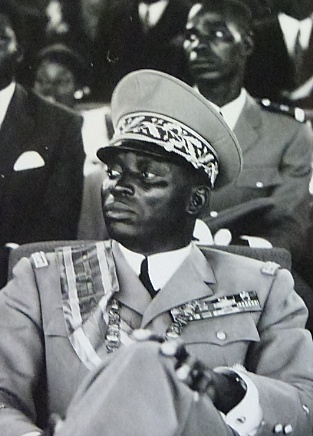
參加閱兵典禮的纳辛贝·埃亚德马

纳辛贝·埃亚德马（法語：Gnassingbé Eyadéma；1937年12月26日—2005年2月5日），多哥終身总统（1967年—2005年），執政達38年，在非洲國家元首中，在位时間僅次於摩洛哥國王哈桑二世。

## 生平
他出生於多哥北部科扎省卡拉區的一個農民家庭。年輕時，曾在家鄉的教會學校就讀。1953年參加法國軍隊，被編入非洲軍團，先後在法属印度支那、非洲和法國等地服役，1962年回國。
1967年，埃亞德馬在發動推翻尼古拉·格魯尼茨基政府的軍事政變後出任總統兼國防部長。1969年11月，他創建多哥人民聯盟。1972年，他再次當選總統。1976年晉升為上將。1979年、1986年、1993年和1998年他四次蟬聯總統。
科特迪瓦作家阿瑪杜·庫魯馬在1998年出版的小說《等待野獸投票》，描寫一个虛構的國家和人物，影射埃亞德馬統治下的多哥。

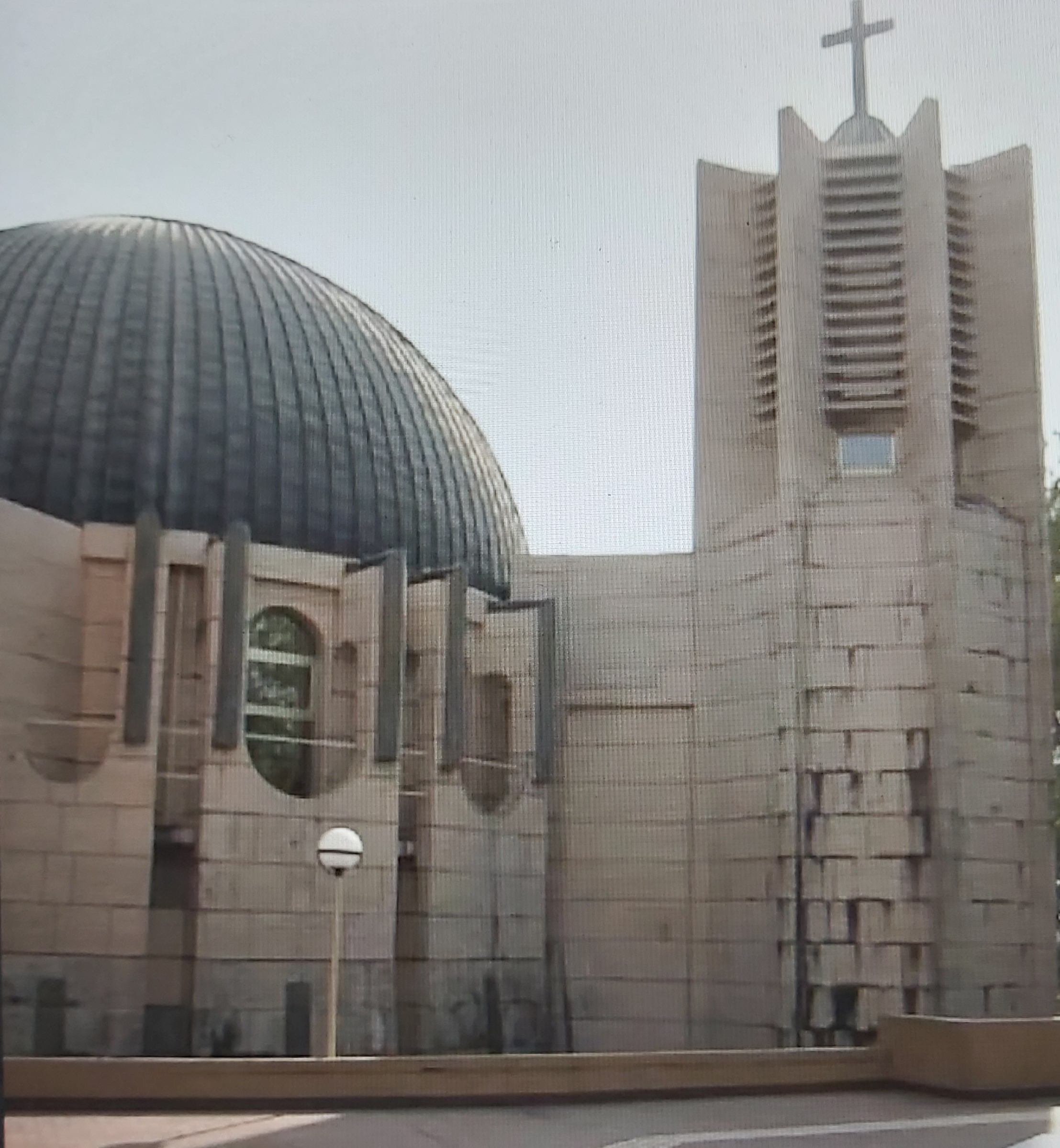
纳辛贝·埃亚德马位於家鄉的陵寢

2005年2月，在緊急去國外治病的途中因心臟病突發逝世，逝世后由其子福雷·纳辛贝继任。